# Eupithecia insignifica
Eupithecia insignifica är en fjärilsart som beskrevs av Rothschild 1914. Eupithecia insignifica ingår i släktet Eupithecia och familjen mätare. Inga underarter finns listade i Catalogue of Life.